# جاكسون سوزا
جاكسون سوزا هو فنان قتالي برازيلي، ولد في 24 يناير 1990 في ريو دي جانيرو في البرازيل.